# Escurial
Escurial ist ein südwestspanisches Dorf und eine Gemeinde (municipio) mit 869 Einwohnern (Stand: 2024) in der Provinz Cáceres (Extremadura). 

## Lage und Klima
Escurial liegt im Süden der Provinz Cáceres in einer Höhe von knapp 295 m. Die Entfernung zur Hauptstadt Cáceres beträgt 38 km (Fahrtstrecke) in südwestlicher Richtung. Das Klima ist meist warm und trocken; der eher spärliche Regen (ca. 480 mm/Jahr) fällt hauptsächlich im Winterhalbjahr.

## Bevölkerungsentwicklung
| Jahr      | 1970 | 1981 | 1991 | 2001 | 2011 | 2021 |
| Einwohner | 1377 | 1027 | 1003 | 893  | 807  | 861  |

## Sehenswürdigkeiten

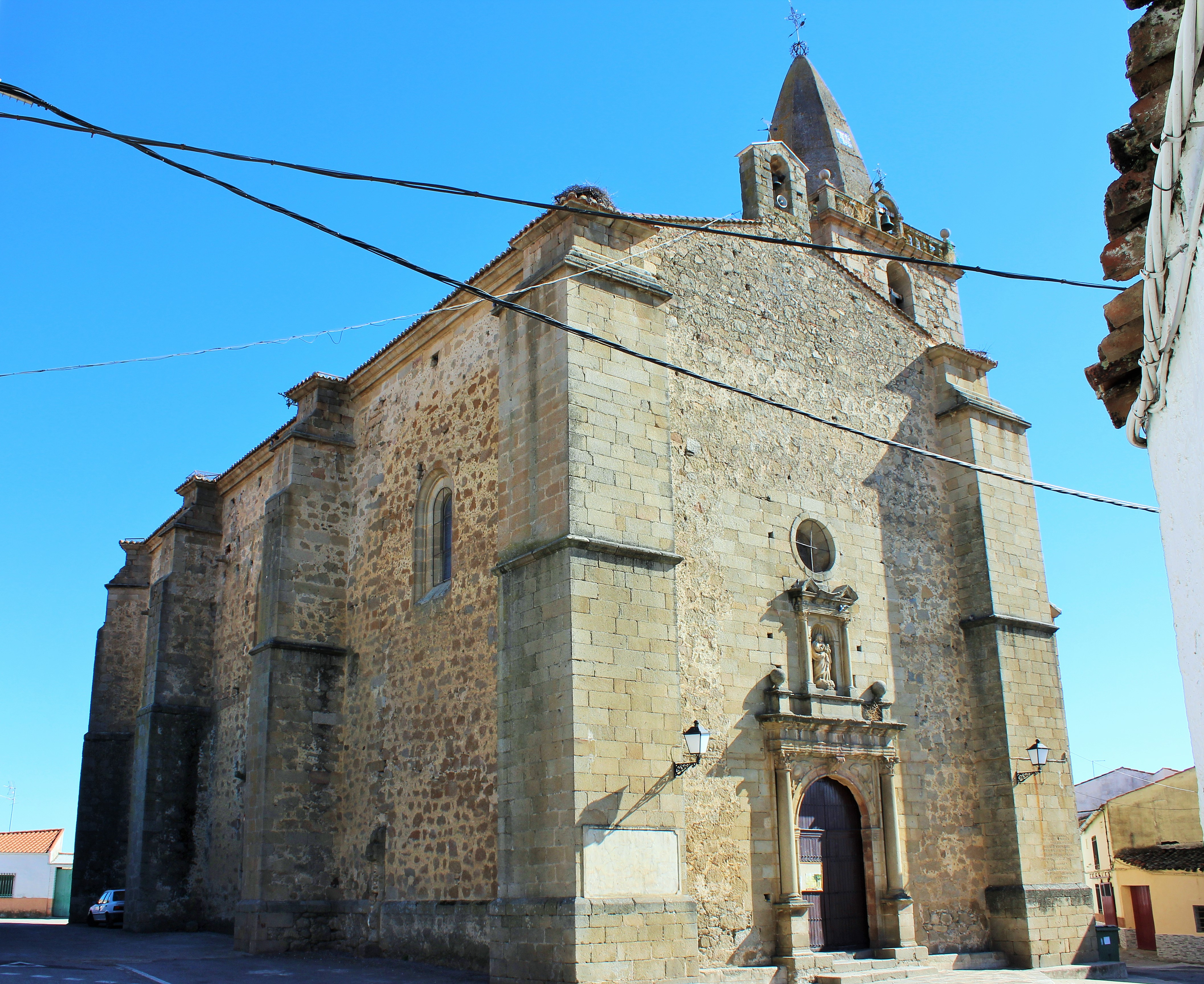
Kirche Mariä Himmelfahrt
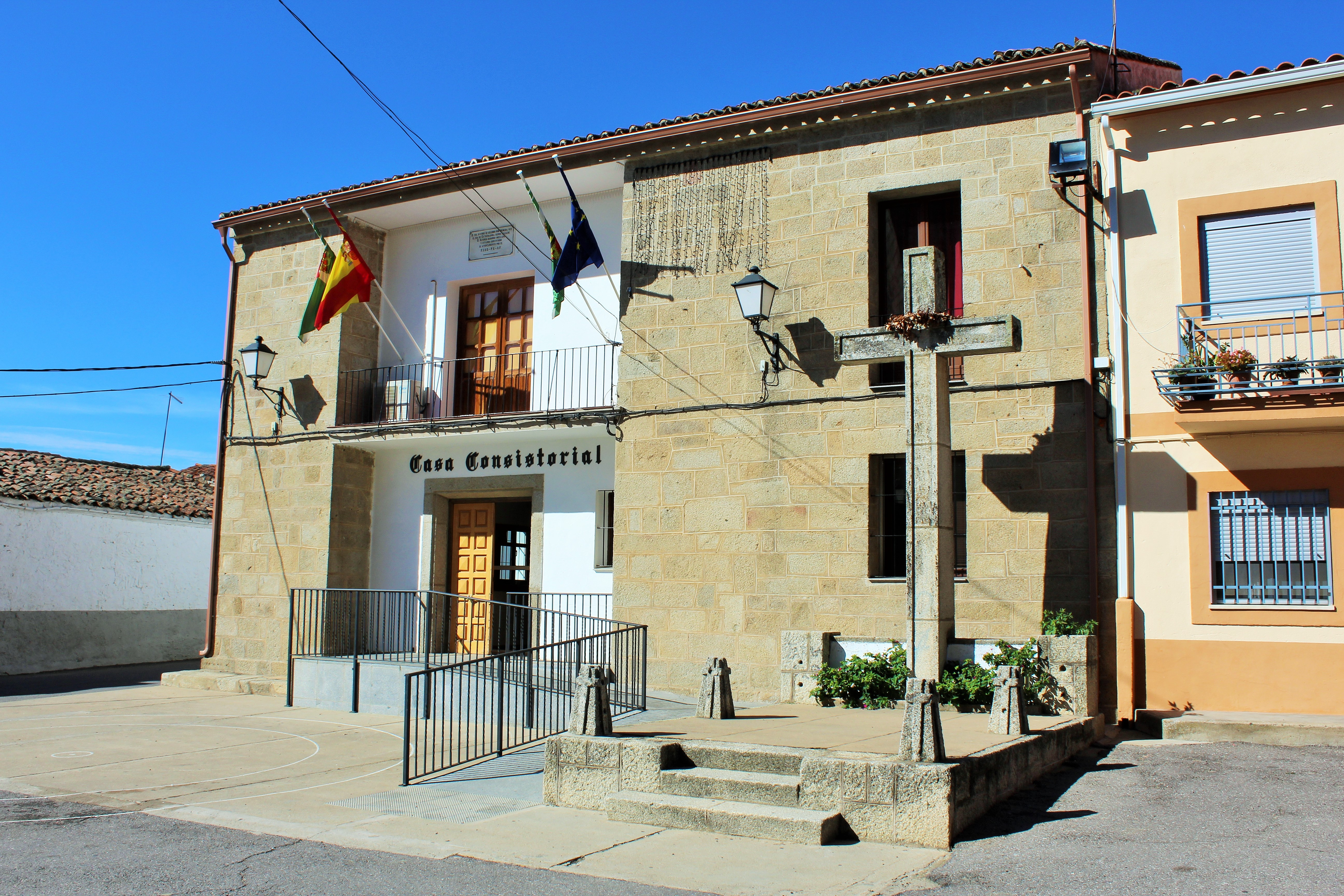
Christuskapelle

- Kirche Mariä Himmelfahrt
- Rathaus